# Ужин с убийством
«Ужин с убийством» (англ. Murder by Death, буквально «Убийство смертью») — кинокомедия с элементами чёрного юмора режиссёра Роберта Мура, вышедшая в прокат 23 июня 1976 года.
Фильм был показан на Венецианском кинофестивале в 1976 году.
Сборы в прокате США составили 32 511 047 долларов.

## Сюжет
Пять лучших детективов мира — Сэм Даймонд, Мило Перье, Джессика Марбл, Сидни Вонг и Дик Чарльстон (в которых соответственно узнаются известные литературные герои Сэм Спейд, Эркюль Пуаро, мисс Марпл, Чарли Чен и Ник Чарльз) приглашены неким мистером Лайонелом Твэйном на ужин по адресу «Лола Лэйн, 22». Детективы прибывают на ужин со своими помощниками, кроме самого хозяина их встречают слепой дворецкий и глухонемая кухарка. За ужином Лайонел Твэйн называет себя величайшим сыщиком всех времён и народов и, чтобы доказать это, предлагает раскрыть убийство, которое произойдёт в полночь в этом доме. Победитель получит один миллион долларов.
Незадолго до полуночи гости обнаруживают тело дворецкого, а в полночь и труп самого хозяина. Кроме этого, кухарка оказалась не человеком, а механическим манекеном. Детективы начинают спорить и выдвигать свои версии. Попутно в доме обнаруживаются многочисленные тайные механизмы, такие как передвигающиеся комнаты и говорящая оленья голова. Не добившись результата, гости отправляются в свои комнаты и готовятся ко сну, но их подстерегают различные опасности: змея, скорпион, падающий потолок, ядовитый газ, бомба. Чудом оставшись в живых, они по очереди спускаются вниз, где их встречает воскресший хозяин. Каждый выдвигает свою версию о том, кто такой мистер Твэйн и по какой причине он это всё организовал. А тот, в свою очередь, начинает прикидываться разными людьми, которые тесно были связаны с прошлым детективов.
Позже выясняется, что все убийства — розыгрыш, и никто из сыщиков не получает миллиона долларов. Раздосадованные гости разъезжаются по домам. По дороге домой на вопрос сына: «А было ли убийство?» Сидни Вонг отвечает: «Да, убит хороший уикенд!»

## В ролях
| Актёр           | Роль                                              |
| --------------- | ------------------------------------------------- |
| Айлин Бреннан   | Тесс Скефингтон                                   |
| Питер Фальк     | Сэм Даймонд                                       |
| Трумен Капоте   | Лайонел Твэйн                                     |
| Джеймс Коко     | Мило Перье                                        |
| Алек Гиннесс    | дворецкий Бенсонмем                               |
| Эльза Ланчестер | Джессика Марблз                                   |
| Дэвид Нивен     | Дик Чарльстон                                     |
| Мэгги Смит      | Дора Чарльстон                                    |
| Питер Селлерс   | Сидни Вонг                                        |
| Ричард Нарита   | Вилли Вонг                                        |
| Джеймс Кромуэлл | Марсель Кассет                                    |
| Эстель Уинвуд   | миссис Вайтерс                                    |
| Нэнси Уокер     | кухарка                                           |
| Фэй Рэй         | крик входной двери (озвучка, в титрах не указана) |

## Производство
Съёмки фильма проводились в США — фильм был полностью снят на Warner Bros. Studios в городе Бербанк (Калифорния), которая в то время называлась Burbank Studios.
Эскизный проект сценария Нила Саймона отображал Холмса и Ватсона, раскрывающих тайну дома, но их роли были сильно уменьшены к началу съёмок, так как остальные персонажи получились «затемнёнными».
Актрисе Мирне Лой предлагалась роль Доры Чарльстон, поскольку та в своё время играла её прообраз Нору Чарльз. Лой отказалась, мотивируя тем, что «будет смешно, если Мирна Лой будет играть Мирну Лой». Вместо Джессики Марблз изначально должна была быть Абигейл Кристиан (пародия на Агату Кристи) и роль была предложена Кэтрин Хепбёрн, но та отказалась, когда узнала, что от участия отказалась Мирна Лой. Тогда персонаж переименовали в Абигейл Кристмас и на роль утвердили Эстель Уинвуд, но после дальнейших переписываний сценария персонаж трансформировался в Джессику Марблз, а Уинвуд отдали роль её няни.
Крик Фэй Рэй в качестве дверного звонка был взят из фильма «Кинг-Конг».

## Удалённые сцены
Существуют четыре сцены, которые присутствовали только в премьерной телеверсии на канале ABC, но сама эта версия ни на каких-либо носителях никогда не издавалась.
- Дик и Дора Чарльстоны на машине чуть не сбивают Тесс Скефингтон, когда та возвращается с канистрой с заправки к Сэму Даймонду. Убедившись, что с ней всё в порядке, они уезжают, хотя она рассчитывала, что те её подвезут[4].
- Джессику Марблз и миссис Вайтерс привозит таксист (сыгранный Питером Селлерсом, который играет Сидни Вонга) и просит слишком большую плату за проезд.
- После того, как Сидни Вонг просит Вилли прикрыть труп Твэйна, тот обнаруживает у последнего записку и, не читая её, хвастливо объявляет об этом остальным, заявляя, что самый лучший детектив в мире теперь он. Когда он отказывается отдавать записку, то Сэм Даймонд, угрожая пистолетом, забирает у него её и читает в ней следующее: «Пожалуйста, позвоните молочнику и прекратите поставки молока; Лайонел Твэйн умер», после чего добавляет «Вот тебе и подсказка, парень». Вилли смущённо извиняется перед отцом[5].
- В самом финале фильма, когда герои покидают дом Твэйна, уезжающие самыми последними Вонги сталкиваются на подъезде со старинной машиной, в которой сидят знаменитый сыщик Шерлок Холмс (Кит МакКоннелл) и его помощник Доктор Ватсон (Ричард Пил), которые спрашивают у них дорогу к дому Твэйна. Сидни сообщает им её и одновременно пресекает попытки Вилли отговорить их. Когда они едут дальше, Вилли спрашивает отца, почему тот не сказал им правду, на что Сидни отвечает: «Пусть идиоты сами всё узнают».

## Номинации
- Нил Саймон номинировался на премию Американской гильдии сценаристов в категории «Лучший оригинальный сценарий кинокомедии»[2].
- Писатель Трумен Капоте, автор романа «Хладнокровное убийство», номинировался на премию «Золотой глобус» в категории «Лучший актёрский дебют в художественном фильме» за роль Лайонела Твэйна[2].